# Mandelia mirocornata
Famille
Genre
Espèce
Mandelia mirocornata, unique représentant du genre Mandelia et de la famille des Mandeliidae, est une espèce de mollusques marins de l'ordre des nudibranches. Ce genre et cette famille ont été nommés en l'honneur de Nelson Mandela, ancient président sud-africain.